# Coelogyne palawanensis
Coelogyne palawanensis é uma espécie de orquídea epífita, família Orchidaceae, originária de Palawan, nas Filipinas.